# Trevor Edwards
Leonard Trevor Edwards (Rhondda, 24 gennaio 1937 – Queensland, 30 maggio 2024) è stato un calciatore gallese, di ruolo difensore.

## Palmarès

### Club

#### Competizioni nazionali
- Coppa del Galles: 1

Cardiff City: 1963-1964
- Coppa d'Australia: 2

Sydney Hakoah: 1965, 1968